# Sostratos (Mediziner)
Sostratos (altgriechisch Σώστρατος) war ein naturwissenschaftlich orientierter Arzt der griechischen Antike.
Er lebte im späthellenistischen Alexandria in der zweiten Hälfte des 1. Jahrhunderts v. Chr., wo er um 50 v. Chr. bis 30 v. Chr. lehrte und forschte und noch nach 30 v. Chr. unterrichtete. Er gehörte zusammen mit Philoxenos, Herakleides von Tarent, Heron und Menodoros zu den berühmtesten Chirurgen des 1. Jahrhunderts v. Chr. Er wurde in der Antike viel rezipiert und wird auch heute noch in der wissenschaftlichen Literatur zur Medizingeschichte oft angeführt.
Sostratos wird in der Literatur auch als Lithotom (Herausschneider von Blasensteinen) angeführt. Er verbesserte die Verbandtechnik, erfand für große Querwunden des Rumpfes zwei absteigende Binden, welche Querbinden hielten, ebenso eine breite Binde, die in der Mitte durchschnitten war und durch die der Kopf gesteckt werden konnte. Er unterschied bereits gutartige von bösartigen Tumoren.
Von seinen Schriften sind nur noch Bruchstücke und Auszüge erhalten, die bei späteren Wissenschaftlern und ärztlichen Kompilatoren als Zitate und Hinweise auftauchen. Er ist der Verfasser von sogenannten Χειρουργούμενα cheirurgúmena, deutsch ‚was mit der Hand behandelt wird‘, d. h., das, was der Wundarzt oder der Chirurg macht. Aus seiner Verbandslehre sind bei Galen Fragmente über Bandagen bei Brüchen erhalten. Seine iologische Schrift (von ἰόσ iós, deutsch ‚Gift‘, ‚Vergiftung‘) Περί βλητῶν καί δακέτων ‚Über Wunden und beißende und stechende Tiere‘, in der er sich an den Arzt Apollodor und an Nikander anlehnte, wurde von Aelian, Aemilius Macer, Alexander von Myndos und dem Grammatiker Theon in den Scholien des Nikander herangezogen. Seine Schrift in vier Büchern Περί ζῴων ‚Über die Tiere‘, mit der er das Bedürfnis seiner Zeitgenossen nach zoologischen Kompendien stillte und die ihn auch zum Zoologen machte, wurde von Theon gleichfalls benutzt. Einige seiner Schriften beschäftigten sich mit Geburtshilfe, was in der arabischen Literatur überliefert wurde, z. B. in dem Kitāb al-Fihrist des Ibn an-Nadīm.